# Joséphine Nkou
Joséphine Nkou, née le 18 septembre 1997, est une handballeuse internationale congolaise (RC), qui a aussi joué en équipe de France junior. Elle joue au poste d'ailier.

## Carrière

### Carrière en club
Joséphine Nkou joue au CJF Fleury Loiret Handball  jusqu'en 2015 où elle rejoint le Brest Bretagne Handball. En 2016, elle devient une joueuse du Havre AC Handball. Elle effectue ensuite la saison 2020-2021 sous les couleurs du Handball Octeville-sur-Mer.
En août 2021, elle s'engage avec le Paris 92.

### Carrière internationale
Joséphine Nkou joue en équipe de France junior avec laquelle elle participe aux qualifications du Championnat d'Europe des moins de 19 ans féminin de handball 2015.
Elle évolue ensuite avec l'équipe du Congo féminine de handball. Elle dispute son premier tournoi international avec cette sélection lors du Championnat d'Afrique des nations féminin de handball 2021, terminant à la quatrième place ; elle marque un tir à 9 mètres à la dernière seconde du quart de finale contre le Sénégal.
Elle dispute ensuite le Championnat du monde féminin de handball 2021, et se blesse au ligament latéral interne lors d'un match du tour préliminaire contre le Danemark, l'écartant des terrains pour plusieurs mois,.
Elle remporte la médaille de bronze au championnat d'Afrique 2022.